# 三東洋
三東 洋（さんとう ひろし、1978年10月7日 - ）は、島根県鹿足郡津和野町出身の元プロ野球選手（投手）。
現在は柔道整復師の資格を取得し、パーソナルトレーナーとして活動。神戸市中央区にある「日常鍼灸整骨院」院長及び「パーソナルトレーニングジムBASE for」代表。

## 来歴・人物

### プロ入り前
小学5年の時に野球を始め、津和野中学校時代は外野手兼任。私立益田東高校では1年の時からベンチ入りし、3年次は夏の島根大会でノーヒットノーラン達成、53奪三振を記録し、それまでの奪三振記録を塗り替えた。第78回全国高等学校野球選手権大会に出場。
高校卒業後駒澤大学に進学するも肩と肘を相次いで手術し、通算2勝に止まる。同期に武田久がいる。その後ヤマハに入社。チームでは歌藤達夫らに次ぐ控え投手だった。2002年のドラフト6巡目で阪神タイガースに入団。津和野町出身者初のプロ野球選手となった。

### プロ入り後
ルーキーイヤーの2003年7月13日のフレッシュオールスターゲームでは、2点リードの8回に登板したが、一死満塁のピンチを招いて今江敏晃（ロッテ）に走者一掃の逆転タイムリースリーベースを浴びてしまい、スリーランホームランを放った喜田剛のMVP（チームが勝利すれば確定と言われていた）を消してしまった（結果的に今江がMVPを獲得）。7月31日の横浜戦で初登板。牽制でランナーを刺すなど上々のデビューを飾る。
2004年8月22日のヤクルト戦でプロ初先発・初勝利。初勝利の試合ではプロ入り初打席でタイムリーを記録した。
2005年、2006年と一軍での登板がなかったが、2007年は井川慶がメジャー挑戦のため移籍退団し、能見篤史、江草仁貴らとともに先発ローテーションに入るサウスポーとして期待される。しかし、肩の故障は癒えておらず春季キャンプ中の紅白戦で脱臼してしまい、同年も一軍登板が無いまま、10月5日、球団より戦力外通告を言い渡された。投げられないのに練習に参加するもどかしさから「早く引退したかった」と振り返るほど苦しい日々を送っており、現役続行の意思はなく、現役引退を表明。最後まで敗戦投手になることはなかった。

### 現役引退後
引退後は三重県の人材派遣会社に2年間勤務したのち、兵庫県加古川市の野球教室で1年間勤務。その後、2011年に平成医療学園専門学校柔道整復師科に入学。昼間は学校に通い、朝と夜は接骨院で見習いとして働く生活を3年間続け、柔道整復師の資格を取得した。
2012年、神戸市内にオーダーメイドトレーニング施設「パーソナルトレーニングジム BASE for」を開業し、代表を務める。更に「神門鍼灸整骨院」での1年間の勤務を経て、2015年7月、前述の施設近くに「日常鍼灸整骨院」を開院した。
今後はトレーナー業と共に、野球指導者の道も考えているといい、2018年2月には学生野球資格を回復させている。また、東南アジアなど野球の発展途上国での指導も考えていると語っている。

## 選手としての特徴
一塁牽制が上手い投手だった。牽制球については、同僚の赤星憲広が、盗塁する際「（打者に）投げるか、牽制か、見たらわかる」と言われたことで、より問題意識を持つようになったという。

## 詳細情報

### 年度別投手成績
| 年 度     | 球 団     | 登 板 | 先 発 | 完 投 | 完 封 | 無 四 球 | 勝 利 | 敗 戦 | セ 丨 ブ | ホ 丨 ル ド | 勝 率 | 打 者 | 投 球 回 | 被 安 打 | 被 本 塁 打 | 与 四 球 | 敬 遠 | 与 死 球 | 奪 三 振 | 暴 投 | ボ 丨 ク | 失 点 | 自 責 点 | 防 御 率 | W H I P |
| --------- | --------- | ----- | ----- | ----- | ----- | -------- | ----- | ----- | -------- | ----------- | ----- | ----- | -------- | -------- | ----------- | -------- | ----- | -------- | -------- | ----- | -------- | ----- | -------- | -------- | ------- |
| 2003      | 阪神      | 5     | 0     | 0     | 0     | 0        | 0     | 0     | 0        | --          | ----  | 29    | 6.2      | 5        | 0           | 5        | 0     | 0        | 5        | 0     | 0        | 2     | 2        | 2.70     | 1.50    |
| 2004      | 阪神      | 22    | 6     | 0     | 0     | 0        | 5     | 0     | 0        | --          | 1.000 | 189   | 44.0     | 40       | 4           | 25       | 0     | 0        | 43       | 4     | 1        | 25    | 24       | 4.91     | 1.48    |
| 通算：2年 | 通算：2年 | 27    | 6     | 0     | 0     | 0        | 5     | 0     | 0        | --          | 1.000 | 218   | 50.2     | 45       | 4           | 30       | 0     | 0        | 48       | 4     | 1        | 27    | 26       | 4.62     | 1.48    |

### 記録
投手記録
- 初登板：2003年7月31日、対横浜ベイスターズ20回戦（阪神甲子園球場）、7回表に4番手で救援登板、2回無失点
- 初奪三振：同上、8回表に相川亮二から空振り三振
- 初先発・初勝利：2004年8月22日、対ヤクルトスワローズ21回戦（明治神宮野球場）、6回2失点

打撃記録
- 初打席・初安打・初打点：2004年8月22日、対ヤクルトスワローズ21回戦（明治神宮野球場）、2回表にジェイソン・ベバリンから左前適時打

### 背番号
- 37 （2003年 - 2006年）
- 12 （2007年）